# Padilla de Duero
Padilla de Duero és una localitat del municipi de Peñafiel, a la província de Valladolid, comunitat autònoma de Castella i Lleó. Des de mitjans dels 1970 pertany al municipi de Peñafiel.
La localitat està propera als jaciments de la ciutat vacceoromana de Pintia, les restes de la qual havien estat originàriament identificades amb la ciutat de Valladolid. Al jaciment destaca el poblat de las Quintanas, que ha estat declarat Bé d'Interès Cultural.
El 1885, amb fons propis, s'hi va portar aigua corrent, amb font pública i safareig.